# 아사프 홀
아사프 홀(영어: Asaph Hall, 1829년 10월 15일 ~ 1907년 11월 22일)은 미국의 천문학자로, 1877년에 화성의 위성인 포보스, 데이모스를 발견했다.

## 생애
코네티컷주 고센에서 태어났다. 13세 때 아버지를 잃어 가족을 부양하기 위해 학교를 다니지 못하고 독학했다. 천문학자가 되기 위해 1857년에 하버드 대학교 천문대의 조지 본드(George P. Bond)의 조수가 됐다. 1863년 미국 해군천문대 수학교수에 임명되어 1891년 은퇴할 때까지 주로 쌍성의 궤도, 별의 시차측정, 행성천문학을 연구했다. 1896년부터 1901년까지 하버드 대학교 천문학 교수로 재직했다.

## 업적
아사프 홀은 주로 위치천문학 연구에 전념했다. 행성·위성의 궤도 결정, 쌍성의 운동에 관한 연구와 항성의 시차측정 등의 업적이 있다. 지름 66cm의 적도의를 사용해 1877년 화성의 두 위성 포보스와 데이모스를 발견했다. 또한 태양인력은 거리의 2승에 꼭 반비례하지 않는다는 가설을 세워 뉴턴 역학원리수정의 단서를 남겼다.

## 참조
1. ↑  Blunck, Jürgen (2009). 〈The Satellites of Mars; Discovering and Naming the Satellites〉. 《Solar System Moons: Discovery and Mythology》. Springer. 5쪽. ISBN 978-3-540-68852-5.